# Ploaghe
Ploaghe är en ort och kommun i provinsen Sassari i regionen Sardinien i Italien. Kommunen hade 4 520 invånare (2017).